# Harukana Receive
Harukana Receive (はるかなレシーブ Harukana Reshību) es una serie de manga japonés escrita e ilustrada por Nyoijizai. Se comenzó la serialización la revista Manga Time Kirara Forward de la editorial Hōbunsha con la edición de octubre de 2015. El manga ha sido licenciado por Seven Seas Entertainment en América del Norte, con los dos primeros volúmenes programados para ser publicados en julio y octubre de 2018, respectivamente. Una adaptación al anime producida por C2C se estrenó el 6 de julio de 2018.

## Sinopsis
Haruka es una estudiante de preparatoria dispuesta a comenzar a disfrutar de sus vacaciones de verano, pero cuando ella y su compañera de cuarto, Kanata, reciben un reto para un partido de voleibol playa, se ponen sus trajes de baño y se preparan para hacer morder la arena a sus rivales... aunque no saben cómo. Juntas aprenderán a jugar, a cubrirse una a otra sus debilidades y a ser un verdadero equipo tanto fuera como dentro de la pista de juego.

## Personajes
Haruka Ōzora (大空 遥 Ōzora Haruka?)
Seiyū: Kana Yūki
Kanata Higa (比嘉 かなた Higa Kanata?)
Seiyū: Saki Miyashita
Claire Thomas  (トーマス 紅愛 Tomasu Kurea?)
Seiyū:Atsumi Tanezaki
Emily Thomas (トーマス 恵美理 Tomasu Emiri?)
Seiyū: Rie Suegara
Narumi Tōi (遠井 成美 Tōi Narumi?)
Seiyū: Miyuri Shimabukuro
Tachibana Ayasa (立花 彩紗 Tachibana Ayasa?)
Seiyū:Kanae Itō
Oshiro Akari (大城 あかり Ōshiro Akari?)
Seiyū: Chisa Kimura
Mai Sunagawa (砂川舞 Sunagawa Mai?)
Seiyū: Riko Koik
Ai Tanahara (棚原 愛衣 Tanahara Ai?)
Seiyū: Akari Kitō

## Media

### Manga
Harukana Receive es una serie de manga escrita e ilustrada por Nyoijizai. Se comenzó la serialización en Houbunsha con la edición de octubre de 2015. Seven Seas Entertainment ha licenciado el manga para su lanzamiento en América del Norte.
| N.º | Fecha de lanzamiento     | ISBN original          |
| --- | ------------------------ | ---------------------- |
| 1   | 12 de marzo de 2016      | ISBN 978-4-8322-4675-1 |
| 2   | 12 de octubre de 2016    | ISBN 978-4-8322-4754-3 |
| 3   | 11 de marzo de 2017      | ISBN 978-4-8322-4814-4 |
| 4   | 12 de septiembre de 2017 | ISBN 978-4-8322-4870-0 |
| 5   | 12 de abril de 2018      | ISBN 978-4-8322-4938-7 |
| 6   | 9 de agosto de 2018      | ISBN 978-4-8322-4970-7 |
| 7   | 11 de abril de 2019      | ISBN 978-4-8322-7082-4 |
| 8   | 9 de agosto de 2019      | ISBN 978-4-8322-7113-5 |
| 9   | 12 de marzo de 2020      | ISBN 978-4-8322-7175-3 |
| 10  | 12 de octubre de 2020    | ISBN 978-4-8322-7218-7 |

### Anime
Se anunció una adaptación al anime producida por C2C estrenó el 6 de julio de 2018 en AT-X y otros canales. La serie está dirigida por Toshiyuki Kubooka, con una composición de Tōko Machida y diseños de personajes de Takeshi Oda. El tema de apertura es "FLY two BLUE", interpretado por Kana Yuki y Saki Miyashita, y el tema de cierre es "Wish me luck!!!" interpretado por Kana Yuki, Saki Miyashita, Atsumi Tanezaki, y Rie Suegara.
| #  | Título | Estreno                  |
| -- | --- | ------------------------ |
| 1  | «No necesitamos estrellas» «Ēisu Nante Hitsuyō Nai no» (エースなんて必要ないの)                                                                                      | 6 de julio de 2018       |
| 2  | «Confía en mí» «Watashi o Shinjite» (私を信じて) | 13 de julio de 2018      |
| 3  | «Quiero recuperar a mi vieja yo» «Mukashi no Jibun o torimodoshitai tte omotteru» (昔の自分を取り戻したいって思ってる)                                               | 20 de julio de 2018      |
| 4  | «¿No es perfecto para nosotras?» «Watakushi-tachi ni Pittari da to Omowanai» (私達にぴったりだと思わない)                                                            | 27 de julio de 2018      |
| 5  | «Hasta que te hundas» «Anta no Kokoro ga Oreru made» (アンタの心が折れるまで)                                                                                        | 3 de agosto de 2018      |
| 6  | «No me hundiré» «Orenai yo, Watakushi wa» (折れないよ、私は) | 10 de agosto de 2018     |
| 7  | «Ya somos amigas» «Mō Tomodachi de sho» (もう友達でしょ) | 17 de agosto de 2018     |
| 8  | «Mantendré nuestra promesa» «Yakusoku Mamotte Miseru Kara» (約束守ってみせるから)                                                                                    | 24 de agosto de 2018     |
| 9  | «Así es como me siento» «Kore ga Watakushi no Kimochi desu» (これが私の気持ちです)                                                                                   | 31 de agosto de 2018     |
| 10 | «La que quería enfrentar» «Atashi ga Tatakaitakatta no wa» (アタシが戦いたかったのは)                                                                                | 7 de septiembre de 2018  |
| 11 | «A estas alturas, prácticamente vamos cabeza a cabeza» «Koko Made Kitara Makkō Shōbu» (ここまできたら真っ向勝負)                                                     | 14 de septiembre de 2018 |
| 12 | «Y así es como elegimos a nuestras irreemplazables compañeras» «Dakara Watakushi-tachi wa, Kakegae no Nai Hitori o Erabu» (だから私たちは、かけがえのない一人を選ぶ) | 21 de septiembre de 2018 |